# Angelo Acerbi
Angelo Acerbi (* 23. září 1925, Sesta Godano, Itálie) je italský římskokatolický kněz, arcibiskup a kardinál.

## Život
Narodil se 23. září 1925 v Sesta Godano. Po získání titulu z kanonického práva získal licenciát teologie. Vstoupil na Papežskou církevní akademii a byl přijat do diplomatických služeb Svatého stolce. Na kněze byl vysvěcen 27. března 1948.
Působil v nunciaturách v Kolumbii, Brazílii, Japonsku a ve Francii. Dále působil v sekci Státního sekretariátu pro vztahy se státy.
Dne 22. června 1974 jej papež Pavel VI. jmenoval apoštolským pro-nunciem na Novém Zélandu, apoštolským delegátem v Tichém oceánu a titulárním arcibiskupem ze Zelly. Biskupské svěcení přijal 30. června 1974 z rukou papeže Pavla VI. a spolusvětiteli byli arcibiskup Giovanni Benelli a arcibiskup Duraisamy Simon Lourdusamy.
Dne 14. srpna 1979 byl ustanoven nunciem v Kolumbii.
Dne 28. března 1990 se stal nunciem v Maďarsku.
Dne 13. ledna 1994 byl jmenován nunciem v Moldavsku a 8. února 1997 v Nizozemsku.
Dne 27. února 2001 přijal papež Jan Pavel II. jeho rezignaci z důvodu dosažení kanonického věku 75 let.

## Kardinálská kreace
V neděli 6. října 2024 papež František oznámil, že na 8. prosince 2024 svolá konzistoř, v níž bude jmenovat 21 nových kardinálů a mezi nimi i Mons. Acerbiho. Při následné konzistoři, jejíž datum bylo změněno na 7. prosince, jej papež skutečně kreoval.